# On the Atchison, Topeka and the Santa Fe

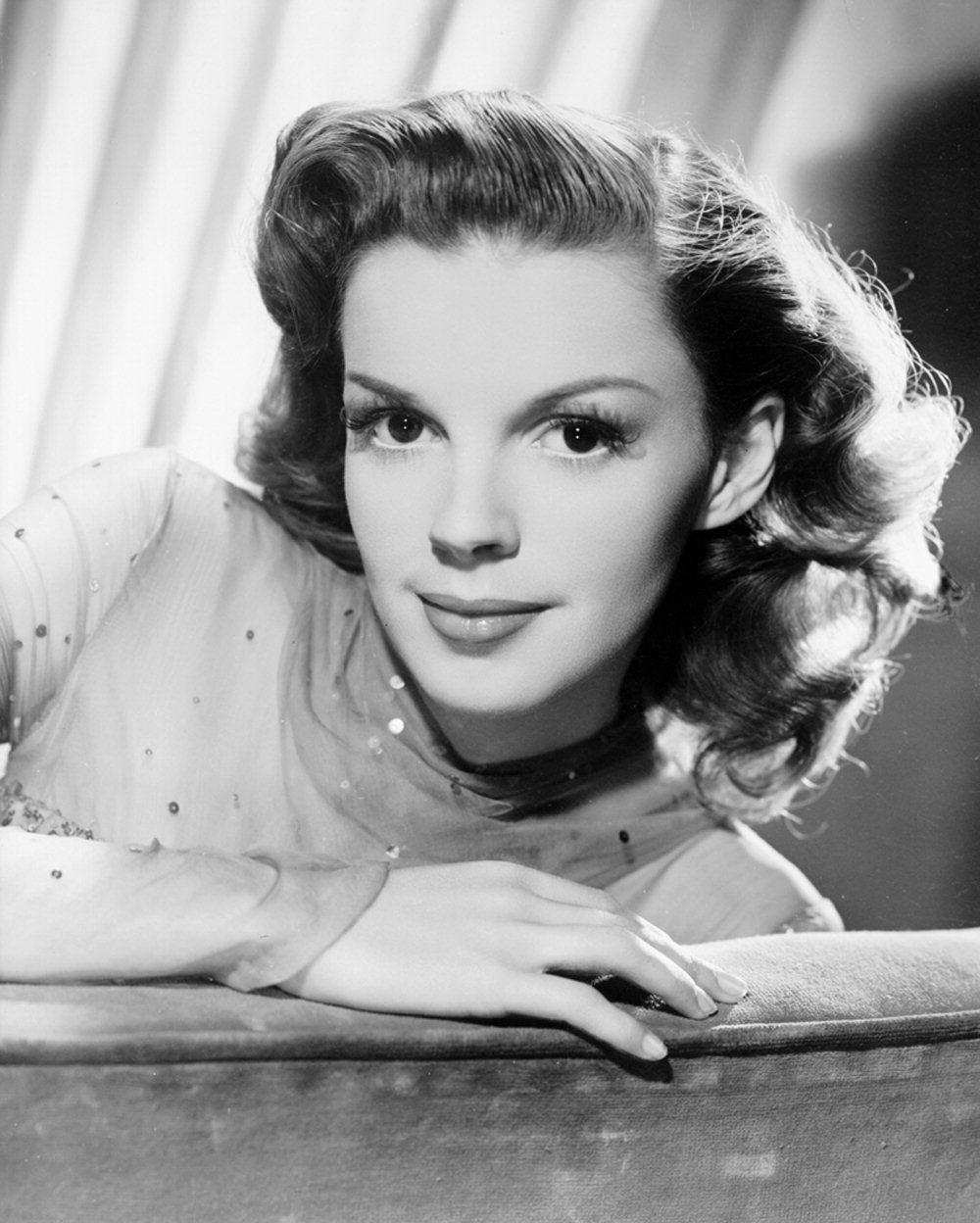
Un portrait de Judy Garland par le photographe Eric Carpenter dans le cadre d'une campagne publicitaire pour le film Les Demoiselles Harvey (1946).

On the Atchison, Topeka and the Santa Fe est une chanson populaire écrite pour le film Les Demoiselles Harvey (1946). Dans le film, la chanson est interprétée par l'actrice Judy Garland. La chanson a remporté un Oscar de la meilleure chanson originale.
Le titre tire son nom de la compagnie de chemin de fer dénommée Atchison, Topeka and Santa Fe Railway. La musique fut écrite par Harry Warren et les paroles par Johnny Mercer. La chanson sortit en 1944 mais le plus gros succès, une reprise, sortit l'année suivante.
La chanson fut interprétée par Mercer, Bing Crosby, l'orchestre Tommy Dorsey, Judy Garland et les Merry Macs.

## Versions
- La version de Johnny Mercer fut éditée par Capitol Records. La chanson entre dans le classement du Billboard magazine le 5 juillet 1945 pour y rester seize semaines et en atteignant la première position[1];
- La version de Bing Crosby/Six Hits and a Miss fut éditée par Decca Records. La chanson entre dans le Billboard magazine le 19 juillet 1945 pour y rester dix semaines en atteignant la quatrième position[1];
- La version de Tommy Dorsey, interprétée par The Sentimentalists, fut éditée par RCA Victor Records. La chanson entre dans le classement du Billboard magazine le 2 août 1945 pour y rester six semaines et en atteignant la sixième position[1];
- La version de Judy Garland/Merry Macs fut éditée par Decca Records. La chanson entre dans le classement du Billboard magazine le 20 septembre 1945 à la dixième position et y reste une semaine[1].

## Culture populaire
- Dans le court métrage de Tom and Jerry intitulé The Cat Concerto, Jerry danse sur la musique de la chanson. La musique est aussi présente dans l'épisode  Jerry and Jumbo;
- La chanson est présente également dans les courts métrages de dessins animés de Tex Avery : Droopy's Good Deed et Henpecked Hoboes ;
- Un spot publicitaire de Studebaker relatif au modèle automobile Lark Daytona Wagonaire utilise le refrain de la chanson.